# Михайло Всеволодович
Миха́йло II Все́володович Чернігівський (1179 — 20 вересня 1246) — руський князь з династії Рюриковичів, князь переяславський (1206), новгородський (1224, 1229), чернігівський (1224—1239), галицький (1235—1236), великий князь київський (1238—1239, 1241—1246), християнський святий. Син чернігівського князя Всеволода Чермного та доньки князя Казимира II Справедливого.

## Біографія
Політична діяльність князя Михайла починається у вересні 1206 року, коли він короткочасно був князем переяславським — у Переяславі його посадив батько, який тоді посів київський стіл. Втім, вже восени того ж року Рюрик Ростиславич вигнав Михайла з Переяслава.
Після загибелі чернігівського князя Мстислава Святославича у битві з монголо-татарами на річці Калці у 1223 році Михайло Всеволодович силою вокняжився в Чернігові, зневаживши права дядька — курського князя Олега Ігоровича, і в союзі з великим князем київським Володимиром Рюриковичем відстояв чернігівський стіл, на якому перебував до 1225, далі — час від часу між 1225 і 1229. Михайло боровся з владимирським князем Ярославом Всеволодичем за новгородський стіл. Княжив у Новгороді Великому 1225 і 1229 роках, після чого вернувся в Чернігів.

### Боротьба за владу на Русі
У 30-х роках XIII століття вів боротьбу з Данилом Галицьким, Володимиром Рюриковичем і Ярославом Всеволодовичем за Галич і Київ. Коли Михайло розпочав агресивні дії проти київського князя Володимира Рюриковича, останній звернувся по допомогу до волинського князя Данила Романовича. Наприкінці 1234 р. Михайло обложив Володимира Рюриковича у Києві, однак Данило змусив його піти за Дніпро, після чого, разом з Володимиром Рюриковичем обложив Михайла в Чернігові. Михайло був змушений залишити Чернігів, і Данило Галицький посадив там князя Мстислава Глібовича. Однак, на думку російського дослідника О. Майорова Михайло зумів перемогти своїх суперників та залишив Чернігів у своїх руках.
Так чи інакше, зібравшись із силами, Михайло того ж року зумів повернути собі Чернігів. Згодом найняті ним половці на чолі з князем Ізяславом Мстиславичем розбили Данила Галицького і Володимира Рюриковича під Торчеськом. По тому Михайло із сином Ростиславом при підтримці угорського короля Бели IV захопили Галич, посадивши в Києві Ізяслава.
Взимку 1235/36 війна відновилася, і 1236 року в Києві знову вокняжився Володимир Рюрикович. У наступні два роки Михайло Всеволодович із поперемінним успіхом воював з Данилом Романовичем за Галицьку землю. Він прагнув зробити свого сина Ростислава Михайловича галицьким князем. У 1238 р. Данило остаточно вернув собі Галич, а Михайло зумів закріпитися у Києві.

### Монголо-татарська навала
Однак вже у 1239 (за іншими даними, в 1238) році під загрозою монгольського вторгнення Михайло втік з Києва в Галич до Данила, звідти до Угорщини, а згодом — до Польщі, де намагався отримати допомогу (зокрема від Римського Папи Інокентія IV) в боротьбі з ординцями. В цей час його володіння були захоплені і спустошені монголами.
В 1241 (за іншими даними, в 1245) році повернувся до зруйнованого Києва та Чернігова. Князь Михайло Чернігівський, як тодішній володар Києва, після зруйнування столиці татарами 1240 року, зайнявся обсадою спустошеної Київської Митрополії та настановив митрополитом Руси архієпископа Петра Акеровича, ігумена монастиря св. Спаса на Берестовій під Києвом. 1245 року спрямував останнього на Перший Ліонський собор, де знову сподівався отримати допомогу від папи римського Іннокентія IV. Але не отримав чіткої відповіді.

## Обставини загибелі

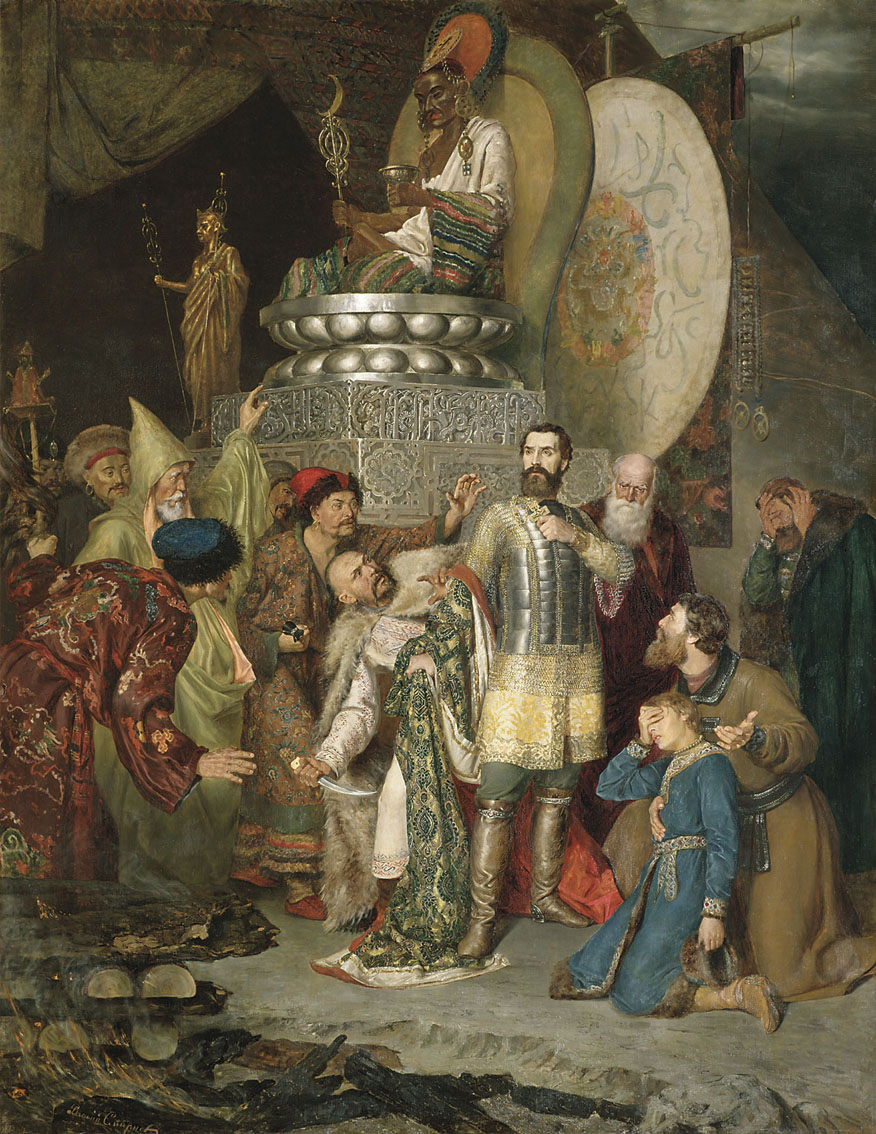
Князь Михайло у хана Батия

У 1246 році виїхав за наказом Батия в Орду, де мав отримати ярлик на Чернігівське князівство, де за наказом хана був страчений (затоптаний ногами). Стосовно того, з якої причини був відданий такий наказ існують різні версії:
1. Михайло Всеволодович 1239 року наказав вбити перших монгольських послів, які прибули до Києва;
2. Михайло Всеволодович мав здійснити язичницький обряд (пройти через очисний вогонь) і будучи православним, відмовився це робити;
3. Михайло Всеволодович мав здійснити обряд, обов'язковий для всіх послів, які прибували у ханську ставку (винятків ні для кого не робили) — проповзти між двох вогнів під натягнутою мотузкою, інколи настільки низько, що повзти доводилось на колінах чи на пузі. Це був вияв покори Великому хану. Михайло Всеволодович і його боярин Федір відмовилися це робити, оскільки це принижувало їхню людську гідність, за що і були страчені. Прямого стосунку до православної віри це не мало, оскільки монголи відрізнялися віротерпимістю, навіть серед родичів хана Батия були люди, що прийняли православну віру, наприклад його син Сартак чи (можливо) його дядько Чагатай.

## Сім'я
- Дружина: Олена (?—після 1241), донька  великого князя київського Романа Мстиславича з дому Волинських Мономаховичів.

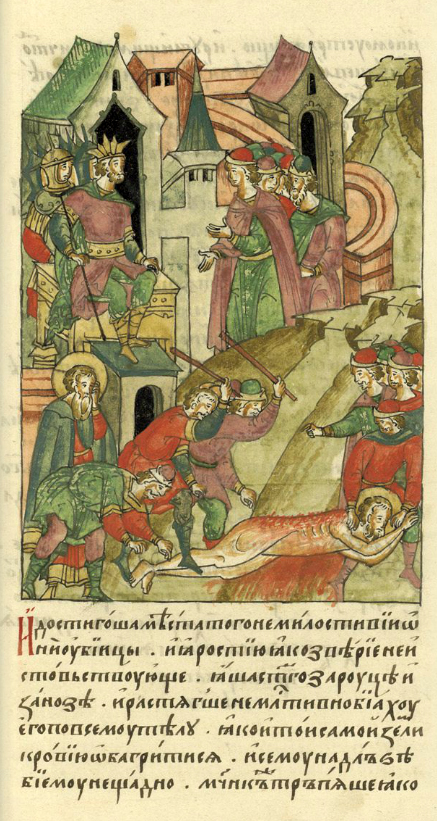
Загибель Михайла Всеволодовича. Мініатюра Лицевої хроніки XVI ст.

Достеменно з літописів відомо лише про двох дітей Михайла:
- Марія Михайлівна (?—1271) — 1227 р. видана за ростовського князя Василька Костянтиновича
- Ростислав Михайлович (1219—після 1264) — князь галицький, чернігівський, бан Мачви, зять угорського короля Бели IV.

Однак московські родословці приписують Михайлу ще чотирьох синів:
- Роман Брянський Старий — великий князь брянський і чернігівський.
- Симеон Михайлович — князь глухівський.
- Мстислав Михайлович — князь карачевський.
- Юрій Михайлович — князь торуський (таруський).

Ці сини відомі лише з пізнішіх родословців, записаних зі слів ймовірних потомків, і тому справедливо деякими вченими не визнаються за синів Михайла Всеволодовича, або й навіть за реальних осіб. Проте деякі генеалоги, наприклад Л. Войтович, називають їх синами Михайла без жодних застережень.

### Дані ДНК-тестування
Ініційовані журналом «Русский Newsweek» генетичні дослідження підтвердили, що нащадки Михайла Всеволодовича з таруської гілки по чоловічій лінії не походять від того ж предка, що і Мономаховичі. У досліджених князів Волконського, Оболенського і Барятинського — на відміну від усіх інших Рюриковичів — виявлена гаплогруппа R1a1 (умовно «слов'янська»). При цьому спільний по чоловічій лінії предок всіх трьох князів жив у першій третині XIII століття, тобто це міг бути як сам Михайло Всеволодович, так і невідомий за літописними джерелами Юрій Таруський (в пізніших родословцях названий його молодшим сином). У всіх інших досліджених Рюриковичів (включаючи князя Мишецького) виявлена гаплогруппа N1c1.

## Оцінки
На думку М. Котляра Михайло Чернігівський був типовим представником розгалуженої князівської спільноти країн Русі, роду нащадків князя Рюрика доби удільної роздробленості: усе життя воював з іншими князями, своїми далекими родичами, охоче розпалював усобиці, користався з половецької допомоги для зведення рахунків із суперниками.

## Вшанування пам'яті
Невдовзі після смерті Михайла в Ростові на його честь було зведено дерев'яний храм, який однак згорів від удару блискавки у 1288 р.

## Канонізація
Михайло Всеволодович відомий також як Михайло Чернігівський. Князя Михайла, разом із боярином Федором, замучили монголи. Їхні тіла було перевезено до Чернігова. Невдовзі після смерті канонізовані церквою. 1572 року московські війська приєднали Чернігів до Московії, вивезли мощі святих та проголосили їх святими.
Святий і у Католицизмі і у Православ'ї.
День пам'яті — 20 вересня.
День перенесення мощей — 14 лютого.